# Eva Maria Roer

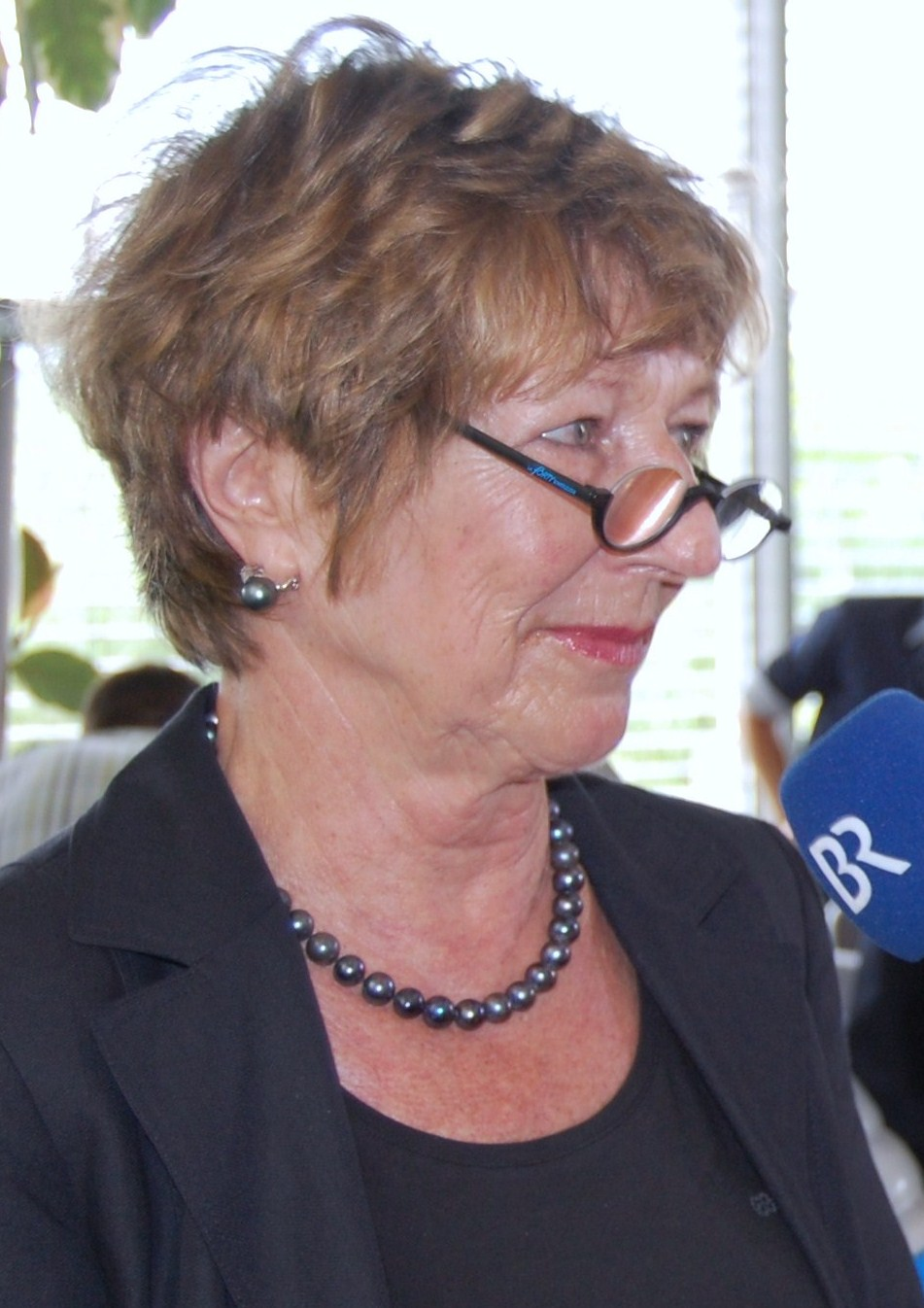
Eva Maria Roer (2012)

Eva Maria Roer (* 19. Mai 1944 in Teplitz-Schönau, Reichsgau Sudetenland; † 8. Dezember 2021) war eine deutsche Unternehmerin. Sie war Gründerin und Geschäftsführerin des Versandhauses für dentaltechnische Produkte DT&SHOP in Bad Bocklet.

## Leben
Roer studierte zunächst ab 1963 an den Universitäten in Frankfurt am Main und Hamburg Volkswirtschaftslehre und Russisch. 1966 ging sie nach Vancouver und erwarb an der Graduate School of Economics der University of British Columbia den Mastergrad in Wirtschaftswissenschaften.
Nach ihrer Rückkehr nach Deutschland arbeitete sie von 1971 bis 1973 als Assistentin am Lehrstuhl für Statistik und Ökonometrie der Universität Heidelberg. 1973 machte sie sich selbständig und gründete die Beratungsgemeinschaft für Führungsaufgaben Roer und Partner. Dem wissenschaftlichen Bereich blieb sie aber bis 1979 als Dozentin für Volkswirtschaft an der European Division der University of Maryland verbunden.
1978 gründete sie mit einem Startkapital von 8000 D-Mark einen Versandhandel für Dentallaborbedarf. Mit ihrer Idee, die Produkte per Katalog zu vertreiben, bestritt sie in dieser Branche einen völlig neuen Weg. Zur nachhaltigen Förderung der Chancengleichheit von Frauen stellte Roer anfänglich ausschließlich Mitarbeiterinnen ein. Heute ist DT&SHOP Europas größter Versender von dentaltechnischen Produkten. Neben der Tätigkeit im eigenen Unternehmen engagierte sich Roer im gemeinnützigen Verein Total E-Quality Deutschland e. V., welcher sich für die Chancengleichheit im Beruf, für die Förderung von Frauen in Führungspositionen und Diversity einsetzt.
Eva Maria Roer wohnte in Bad Kissingen. Sie war seit vielen Jahren Vorsitzende des Förderverein Gesundheitszentrum Bad Kissingen. Seit 2014 war sie ebenfalls Mitglied im Vorstand des Bundesverbandes E-Commerce und Versandhandel Deutschland e. V. (bevh). Ab 2015 war Roer Mitglied im Hochschulrat der Hochschule für angewandte Wissenschaften Coburg.

## Auszeichnungen
- 1990: Unternehmerin des Jahres[2]
- 1997: Bayerische Staatsmedaille für besondere Verdienste um die bayerische Wirtschaft
- 2002: Bundesverdienstkreuz am Bande
- 2002: Bayerischer Frauenförderpreis
- 2007: Bayerischer Verdienstorden
- 2012: Bayerische Staatsmedaille für Verdienste um die Gesundheit
- 2016: NEO Personality Lifetime Award
- 2017: Goldene Bürgermedaille des Marktes Bad Bocklet